# Kristina Poplavskaja
Kristina Poplavskaja, född den 24 juli 1972 i Vilnius i Litauen, är en litauisk roddare.
Hon tog OS-brons i dubbelsculler i samband med de olympiska roddtävlingarna 2000 i Sydney.